# 賴茨維爾 (密蘇里州)
賴茨維爾（英語：Wrightsville）是位於美國密蘇里州鄧克林縣的非建制地區。

## 歷史
賴茨維爾的郵局於1869年設立，其後於1907年停運。

## 地理
賴茨維爾所處的海拔為高於海平面86米（即282英呎），而該地所採用的時區為UTC-6，即北美中部時區（CST）。同時該地設有夏令時間，為UTC-6調快一小時，即UTC-5（CDT）。